# Santino Kenyi
Santino Kenyi (ur. 14 sierpnia 1993 w Jubie) – południowosudański biegacz średniodystansowy. Wziął udział w biegu na 1500 metrów na Igrzyskach Olimpijskich w 2016 roku, pobił rekord kraju, ale odpadł w eliminacjach.
Jego rekord życiowy w biegu na 1500 m wynosi 3:45.27 min. (stan na 2016 rok). 